# Welsh League Cup
Dit artikel geeft een overzicht van de Welsh League Cup.

## Lijst Welsh League Cup Finales
| Seizoen   | Winnaar                 | Score    | Runner-up          |
| --------- | ----------------------- | -------- | ------------------ |
| 1992/93   | Afan Lido Port Talbot   | 1-1 4-3p | Caersws            |
| 1993/94   | Afan Lido Port Talbot   | 1-0      | Bangor City        |
| 1994/95   | Llansantffraid          | 2-1      | Ton Pentre         |
| 1995/96   | Connah's Quay Nomads    | 1-0      | Ebbw Vale          |
| 1996/97   | Barry Town              | 2-2 4-2p | Bangor City        |
| 1997/98   | Barry Town              | 1-1 5-4p | Bangor City        |
| 1998/99   | Barry Town              | 3-0      | Ebbw Vale          |
| 1999/2000 | Barry Town              | 6-0      | Bangor City        |
| 2000/01   | Caersws                 | 2-0      | Barry Town         |
| 2001/02   | Caersws                 | 2-1      | Cwmbran Town       |
| 2002/03   | Rhyl                    | 2-2 4-3p | Bangor City        |
| 2003/04   | Rhyl                    | 4-0      | Carmarthen Town    |
| 2004/05   | Carmarthen Town         | 2-0      | Rhyl               |
| 2005/06   | Total Network Solutions | 4-0      | Port Talbot Town   |
| 2006/07   | Caersws                 | 1-1 3-1p | Rhyl               |
| 2007/08   | Llanelli                | 2-0      | Rhyl               |
| 2008/09   | The New Saints          | 2-0      | Bangor City        |
| 2009/10   | The New Saints          | 3-1      | Rhyl               |
| 2010/11   | The New Saints          | 4-3      | Llanelli           |
| 2011/12   | Afan Lido               | 1-1 3-2p | Newtown            |
| 2012/13   | Carmarthen Town         | 3-1 3-1p | The New Saints     |
| 2013/14   | Carmarthen Town         | 0-0 3-1p | Bala Town          |
| 2014/15   | The New Saints          | 3-0      | Bala Town          |
| 2015/16   | The New Saints          | 2-0      | Denbigh Town       |
| 2016/17   | The New Saints          | 4-0      | Barry Town United  |
| 2017/18   | The New Saints          | 1-0      | Cardiff MU         |
| 2018/19   | Cardiff MU              | 2-0      | Cambrian & Clydach |
| 2019/20   | Connah's Quay Nomads    | 3-0      | STM Sports         |

## Prestaties per club
| Club                 | Titels | Finalist | Winnaar in:                                                                     |
| -------------------- | ------ | -------- | ------------------------------------------------------------------------------- |
| The New Saints       | 9      | 1        | 1994/95, 2005/06, 2008/09, 2009/10, 2010/11, 2014/15, 2015/16, 2016/17, 2017/18 |
| Barry Town United    | 4      | 2        | 1996/97, 1997/98, 1998/99, 1999/00                                              |
| Caersws              | 3      | 1        | 2000/01, 2001/02, 2006/07                                                       |
| Carmarthen Town      | 3      | 1        | 2004/05, 2012/13, 2013/14                                                       |
| Afan Lido            | 3      |          | 1992/93, 1993/94, 2011/12                                                       |
| Rhyl                 | 2      | 4        | 2003/04, 2004/05                                                                |
| Connah's Quay Nomads | 2      |          | 1995/96, 2019/20                                                                |
| Cardiff MU           | 1      | 1        | 2018/19                                                                         |
| Llanelli             | 1      | 1        | 2007/08                                                                         |
| Bangor City          |        | 6        |                                                                                 |
| Bala Town            |        | 2        |                                                                                 |
| Caernarfon Town      |        | 1        |                                                                                 |
| Cwmbran Town         |        | 1        |                                                                                 |
| Denbigh Town         |        | 1        |                                                                                 |
| Ebbw Vale            |        | 1        |                                                                                 |
| Caernarfon Town      |        | 1        |                                                                                 |
| Port Talbot Town     |        | 1        |                                                                                 |
| Newtown              |        | 1        |                                                                                 |
| Ton Pentre           |        | 1        |                                                                                 |
| Cambrian & Clydach   |        | 1        |                                                                                 |
| STM Sports           |        | 1        |                                                                                 |